# Departamento de Coronel
El Departamento de Coronel es una antigua división territorial de Chile, que pertenecía a la Provincia de Concepción. Su cabecera fue Coronel. De acuerdo al DFL 8582, correspondía al antiguo Departamento de Lautaro y Departamento de Arauco, y por la parte del Departamento de Lebu, cuyos límites son: al norte, el límite Sur del antiguo departamento de Arauco; al Este, la cordillera de Nahuelbuta; al Sur, el río Trongol, y al oeste, el río Curanilahue. De acuerdo al mismo decreto con fuerza de ley se crea el nuevo Departamento de Lautaro en la Provincia de Cautín. El departamento de Coronel fue suprimido en la década de 1970, con la implementación de la Nueva División Político Administrativa.

## Límites
El Departamento de Coronel limitaba:
- al norte con el Río Biobío, el Departamento de Concepción.
- al oeste con el océano Pacífico.
- al sur con el Departamento de Arauco.
- Al este con el río Biobío y Departamento de Yumbel, Departamento de La Laja y Departamento de Nacimiento.

Con la restitución de la Provincia de arauco y del Departamento de Talcahuano, se modifica a:
- al norte con el Río Biobío, el Departamento de Concepción y Departamento de Talcahuano.
- al oeste con el océano Pacífico.
- al sur con el Departamento de Arauco y Departamento de Nacimiento
- Al este con el río Biobío y Departamento de Yumbel y Departamento de La Laja.

## Administración
La administración estaba en Coronel. En donde se encontraba la Gobernación Departamental de Coronel.

## Comunas y Subdelegaciones (1927)
De acuerdo al DFL 8583, el departamento estaba compuesto por las comunas y subdelegaciones con el siguiente territorio:
- Coronel, que comprende las antiguas subdelegaciones 1.a Coronel y 6.a San Pedro.
- Lota, que comprende las antiguas subdelegaciones 2.a Lota y 5.a Biobío.
- Santa Juana, que comprende las antiguas subdelegaciones 3.a Santa Juana, 4.a Santo Domingo y 7.a San Jerónimo.
- Arauco, que comprende las antiguas subdelegaciones 1.a Arauco, 2.a Carampangue, 3.a Villa de Carampangue, 6.a Melirupu, 7.a Quiapo, 8.a Yani, 9.a Llico, 10.a Raqui, 11.a Isla de Santa María y 12.a Laraquete, del antiguo departamento de Arauco, y los distritos 1.° Conumo y 2.° Los Cuervos, de la antigua subdelegación 4.a Maquehua, del mismo departamento.
- Curanilahue, que comprende la subdelegación 5.a Colico, del antiguo departamento de Arauco, los distritos 3.° Maquehua y 4.° Cabrera, de la antigua subdelegación 4.a Maquehua, del mismo departamento, y la parte del actual departamento de Lebu, que ha quedado comprendida dentro de los límites del departamento de Coronel.

Con esto queda suprimido la Municipalidad de Carampangue, pasando a la nueva Comuna y Subdelegación de Arauco, exceptuando los distritos 3.° Maquehua y 4.° Cabrera, de la antigua subdelegación 4.a Maquehua y la subdelegación 5a Colico, que pasan a la Comuna y Subdelegación de Curanilaue.
Con el Decreto N° 5401 de 1934, que crea la Provincia de Arauco, las dos últimas comunas y subdelegaciones, pasan luego a formar parte de ella.